# Smyriodes adelostycha
Smyriodes adelostycha är en fjärilsart som beskrevs av Turner 1926. Smyriodes adelostycha ingår i släktet Smyriodes och familjen mätare. Inga underarter finns listade i Catalogue of Life.